# Lanz Bulldog

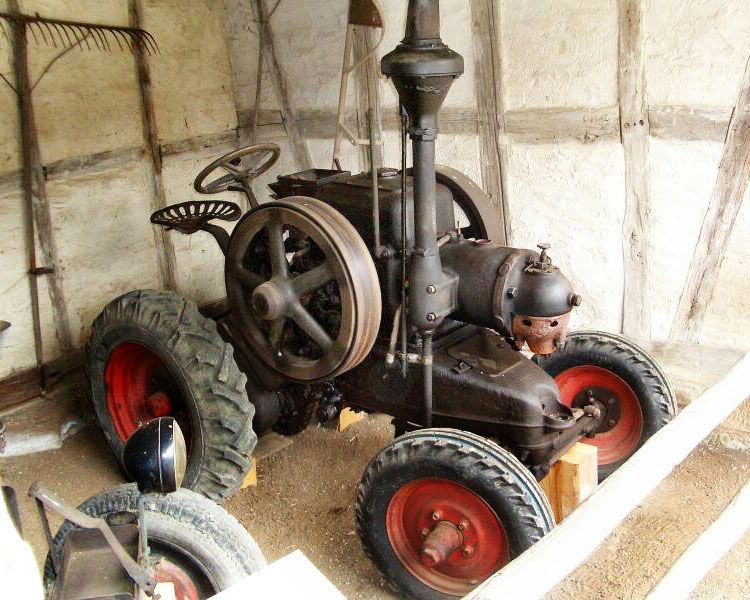
Lanz Bulldog, 1928.

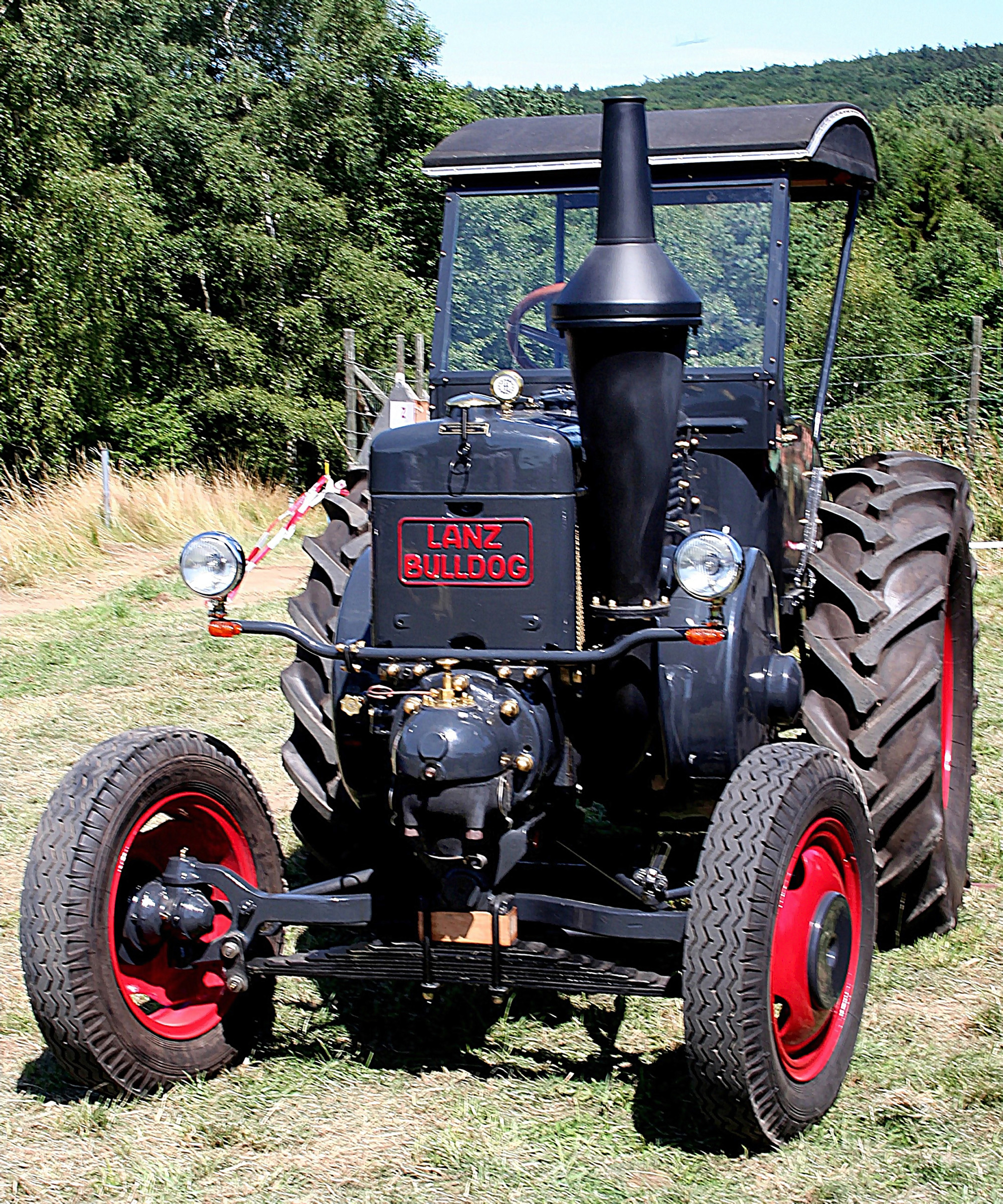
Lanz Bulldog, 1939.

El Bulldog Lanz va ser un model de tractor produït per Heinrich Lanz AG de Mannheim, a la regió de Baden-Württemberg a Alemanya.
La producció es va iniciar en 1921 amb diverses versions del Bulldog. A 1956 la Deere & Company va adquirir Lanz, utilitzant el nom de John Deere Lanz com a nova línia de producció dels vells "Heinrich Lanz". A 1960 Deere & Company va optar per tancar la producció de Bulldog i el nom Lanz cau en desús.
El Bulldog era un tractor poc costós, simple i de fàcil manteniment. Constituït per un motor de dos temps amb un únic cilindre horitzontal. Inicialment el motor era de 6,3 litres i amb 12 Cavalls, successivament es va fent més gran, arribant als 10,9 litres i amb 54 cavalls.
El Bulldog era un dels tractors més difosos a Alemanya, amb 250.000 unitats produïdes al llarg dels anys, per això va ser copiat en altres països, com Polònia, amb el nom de Ursus C-45 i C-451, després de la segona guerra mundial.
També en Argentina, es va construir un tractor similar per la State Industry Company IAME, sota el nom de "Pampa". La seva producció va cessar en 1963, amb 3.760 unitats produïdes per al mercat local.
El Bulldog és també similar al produït amb la marca Marshall Field, a Anglaterra.